# Zoriana Pyłypiuk
Zoriana Pyłypiuk (ur. 14 września 1984 roku w Stargardzie Szczecińskim) – ukraińska siatkarka urodzona w Polsce. Urodziła się i wychowała w  Stargardzie Szczecińskim, skąd w wieku sześciu lat wyprowadziła się na Ukrainę wraz ze swoją rodziną. Posiada dwa obywatelstwa: polskie i ukraińskie.
- Oswita Łuck
- Krug Czerkasy
- KPSK Stal Mielec
- İller Bankası Bayan Voleybol Takımı
- VC Zeiler Köniz